# Roma Pallavolo
Roma Pallavolo – rzymski zespół piłki siatkowej, występujący w żeńskich rozgrywkach tej dyscypliny we Włoszech. Klub założony został w 1988 roku.